# Гладстон (Квінсленд)

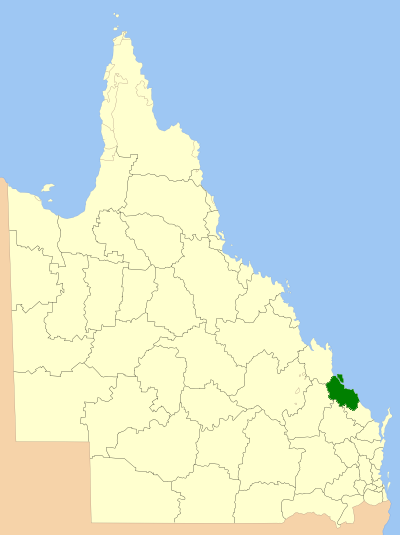
Розташування району

Гладстон (англ. Gladstone) — місто в східній частині австралійського штату Квінсленд, центр однойменного району місцевого самоврядування. Населення міста за оцінками на 2006 рік становило приблизно 43 000, а населення всього району — 57,6 тисяч осіб. Найближче велике місто — Рокгемптон (розташоване за 100 кілометрів на північний захід).

## Географія
Гладстон розташований на березі Коралового моря, між річкою Калліоп (англ. Calliope River) на півночі і річкою Бойн (англ. Boyne River) на півдні. Між гирлами цих річок лежить глибоководна гавань, завдяки якій і виникло портове місто Гладстон. Розташовані поряд острови Кертіс (англ. Curtis Island) і Фейсінг (англ. Facing Island) добре захищають гавань від хвиль і вітру.
У районі Гладстона, на відстані 50 кілометрів від берега, починається Великий бар'єрний риф, який і є «візитною карткою» туристичного бізнесу Квінсленда.

### Клімат
Місто знаходиться у зоні, котра характеризується вологим субтропічним кліматом. Найтепліший місяць — січень із середньою температурою 26.7 °C (80 °F). Найхолодніший місяць — липень, із середньою температурою 17.8 °С (64 °F).
| Клімат Гладстона        | Клімат Гладстона | Клімат Гладстона | Клімат Гладстона | Клімат Гладстона | Клімат Гладстона | Клімат Гладстона | Клімат Гладстона | Клімат Гладстона | Клімат Гладстона | Клімат Гладстона | Клімат Гладстона | Клімат Гладстона | Клімат Гладстона |
| Показник                | Січ.             | Лют.             | Бер.             | Квіт.            | Трав.            | Черв.            | Лип.             | Серп.            | Вер.             | Жовт.            | Лист.            | Груд.            | Рік              |
| Абсолютний максимум, °C | 38               | 40               | 36               | 33               | 31               | 29               | 28               | 30               | 33               | 40               | 40               | 40               | 40               |
| Середній максимум, °C   | 31               | 30               | 30               | 28               | 25               | 22               | 22               | 23               | 26               | 28               | 30               | 31               | 27               |
| Середня температура, °C | 26               | 26               | 26               | 23               | 21               | 18               | 17               | 18               | 21               | 23               | 25               | 26               | 23               |
| Середній мінімум, °C    | 22               | 22               | 21               | 19               | 16               | 13               | 13               | 13               | 16               | 18               | 20               | 21               | 18               |
| Абсолютний мінімум, °C  | 17               | 17               | 16               | 12               | 8                | 6                | 4                | 7                | 9                | 11               | 15               | 15               | 4                |
| Норма опадів, мм        | 150              | 130              | 90               | 50               | 60               | 30               | 40               | 30               | 20               | 60               | 70               | 130              | 910              |
| ----------------------- | ---------------- | ---------------- | ---------------- | ---------------- | ---------------- | ---------------- | ---------------- | ---------------- | ---------------- | ---------------- | ---------------- | ---------------- | ---------------- |
| Джерело: Weatherbase    |                  |                  |                  |                  |                  |                  |                  |                  |                  |                  |                  |                  |                  |

## Історія
Створення поселення засуджених (колонії), ухвалене британським урядом, у гавані Порт-Кертіс, яку вперше дослідив і назвав англійський дослідник Австралії Метью Фліндерс, супроводжувалося великими труднощами. 25 січня 1847 корабель полковника Джорджа Барні, що перевозив 87 солдатів і засуджених, намагався підійти до берега, але сів на мілину біля острова Фейсінга. Поселенці провели на острові сім тижнів, поки їх не врятувало судно Томаса Лоурі, яке везло продукти та інші товари. Поселенці були переправлені на берег, у місце, обране для нового поселення, відоме нині як Барні-Пойнт.
30 січня Джордж Барні був офіційно приведений до присяги як віце-губернатор колонії в Північній Австралії. Поселення з ув'язнених проіснувало лише два місяці. Новий уряд Великої Британії ухвалив рішення про ліквідацію колонії. Незважаючи на це, інтерес до даного регіону зберігся. У 1853 році Френсіс Мак-Кейб визначив для нового міста місце на березі Порт-Кертіс. Місто було назване на честь британського державного діяча Вільяма Гладстона. Поступово сюди стали прибувати вільні поселенці. У 1863 році Гладстон отримав самоврядування і свого першого мера — Річарда Хетерінгтона.